# Nobiltà britannica
La nobiltà britannica comprende tutti gli individui e le famiglie riconosciute dal Regno Unito come membri della classe aristocratica, ovvero godenti di titoli e privilegi ereditari.

## Storia
La nobiltà delle quattro nazioni costituenti il Regno Unito attuale ha giocato nei secoli un ruolo fondamentale nel costituire lo stato britannico come appare oggi, anche se attualmente i pari ereditari non godono di specifici diritti, privilegi o responsabilità, ad eccezione della possibilità di essere eletti nella Camera dei lords, mantenendo l'ordine di precedenza e certi titoli o diritti di udienza col monarca.
Genericamente, la nobiltà britannica consiste nei pari e nelle loro famiglie, anche se vi è un senso più strettamente legale che include la nobiltà titolata e non. I membri della paria portano i titoli di duca, marchese, conte, visconte e barone. I pari con titoli da barone a marchese sono genericamente indicati come lords. Ad ogni modo, i baroni scozzesi, vengono spesso distinti dagli altri con l'indicazione di "barone di ...". La nobiltà non titolata consiste di tutte quelle persone che hanno ottenuto concessione di utilizzare uno stemma pur in assenza di un predicato feudale. Altri, come i Gentleman o gli Esquire hanno unicamente una posizione nell'ordine di precedenza del Regno Unito. Gran parte dell'aristocrazia britannica ha storicamente posseduto della terra, ad eccezione dei baronetti e dei proprietari terrieri armigeri (le cui famiglie erano spesso derivanti dall'epoca medievale e dalla società feudale dove non sempre il possesso della terra era fondamentale per ottenere la nobiltà, ma bastava distinguersi nei servizi militari ad un signore locale).
I predicati nobiliari scozzesi spesso includono la designazione territoriale del titolo. In Scozia, la designazione territoriale implica la concessione almeno del rango di "Esquire" (scudiero) anche se sono intesi come nobiltà minore.
Il termine parìa è utilizzato spesso per indicare genericamente l'aristocrazia titolata e non. Tutte le moderne onorificenze britanniche, tra cui le dignità dei pari, sono create direttamente dal monarca inglese, ottenendo effetto per lettere patenti affisse col Great Seal of the Realm. Il sovrano stesso è considerato fonte degli onori e come "fontana e sorgente di tutte le dignità che egli non può detenere per conto proprio", non può detenere una parìa britannica.
Prima del XX secolo, le parìe erano genericamente ereditarie (con alcune eccezioni) e concesse per linea maschile. Il primogenito di un duca, marchese o conte aveva almeno un titolo sussidiario da poter utilizzare come titolo di cortesia personale. Ad esempio, il primogenito del conte di Snowdon, è detto visconte Linley.
Il sistema moderno delle parìe è il retaggio dell'antico costume britannico del XII-XIII secolo per la convocazione dei singoli al parlamento. Il sistema economico del tempo era quello del feudalesimo e quindi il privilegio di essere convocati a far parte del parlamento dipendeva dal quantitativo di terra controllato (una "baronia"). Sul finire del XIV secolo, il diritto (o "titolo") iniziò ad essere garantito per decreto, ed i titoli iniziarono ad essere trasmessi per primogenitura. Posizioni non ereditarie iniziarono ad essere create nuovamente dal 1867.
Nel 1958 il Life Peerages Act introdusse la possibilità per un pari non ereditario di sedere nella Camera dei Lords, e quindi la creazione di parìe ereditarie che in breve tempo possono essere considerate obsolete, pratica cessata quasi del tutto dal 1964. Questa convenzione non venne ad ogni modo osservata dal primo ministro Margaret Thatcher che chiese alla regina Elisabetta II di creare tre pari ereditari (due dei quali, erano uomini senza eredi). Sino ai cambiamenti del XX secolo, solo una piccola porzione della nobiltà scozzese e irlandese aveva ottenuto il permesso di sedere nella Camera dei Lords inglese.
Sino al 1999 il possesso di un titolo di parìa (ad eccezione di quelli irlandesi) consentiva ad una persona di sedere nella Camera dei Lords, indipendentemente dalla propria età. Dal 1999 solo 92 pari ereditari avevano ottenuto il permesso di sedere nella Camera dei Lords di cui 90 erano eletti per ballottaggio tra le parìe ereditarie e rimpiazzati solo alla loro morte col medesimo sistema. Il detentore del titolo di Conte maresciallo, incarico reale per la sovrintendenza alle cerimonie solenni ed alle grandi occasioni di stato, siede automaticamente nella Camera dei Lords. Il detentore attuale della carica è il duca di Norfolk. Uguale sorte tocca al Lord gran ciambellano.
Un membro della Camera dei Lords non può contemporaneamente essere anche un membro della Camera dei comuni. Nel 1960, Tony Benn ereditò il titolo di suo padre di Visconte Stansgate e si rifiutò di lasciare la propria posizione elettorale conquistata coi voti dei suoi elettori.
I titoli, ad ogni modo, non sono spesso considerati come necessari per essere definiti membri dell'aristocrazia: sia il capitano Mark Phillips che il vice ammiraglio Timothy Laurence, rispettivamente primo e secondo marito della principessa Anna non hanno avuto titoli nobiliari.

## Nobiltà: pari e non-pari

### Duchi
- Ducati reali nel Regno Unito
- Duchi nel Regno Unito
- Duchi nella Paria britannica
- Ducati nelle parie britanniche

### Marchesi
- Marchesi nel Regno Unito
- Marchesi nella Paria britannica
- Marchesati nella Paria britannica

### Conti
- Contee reali nel Regno Unito
- Conti nella Paria britannica
- Contee nella Paria britannica

### Visconti
- Visconti nella Paria britannica
- Vicecontee nella Paria britannica

### Baroni / Lords del Parlamento di Scozia
- Baronie reali nel Regno Unito
- Baroni nella Paria britannica
- Baronie nella Paria britannica
- Elenco delle Parie britanniche a vita

### Baroni di Scozia (non-pari[5])
- Baroni in Scozia

## Titoli di cortesia

### Baronetti (Sir)
- Elenco delle baronettie

### Cavalieri ereditari (Sir)
- Cavalieri di Kerry

### Cavalieri (Sir)
- Cavaliere, dall'antico inglese cniht ("ragazzo" o "servitore"),[6] coniato dalla parola tedesca Knecht ("lavoratore" o "servitore").[7]
- Onorificenze britanniche

### Capi Clan/Laird
- Capo clan
- Laird

### Membri della nobiltà non titolati
- Esquire (dal latino scutarius, nel senso di scudiero, tramite l'antico francese esquier)
- Gentleman

## Nobiltà irlandese e gaelica
Al di fuori del Regno Unito, la rimanente Nobiltà gaelica d'Irlanda continua informalmente ad utilizzare i propri titoli arcaici provinciali. Dal momento che l'Irlanda fu nominalmente sotto la signoria della Corona d'Inghilterra dal XII al XVI secolo, il sistema onorifico gaelico coesistette con quello britannico. Una delle dimostrazioni moderne di questa coesistenza è il titolo di Barone Inchiquin, noto in Irlanda col titolo di principe di Thomond. Il principe di Thomond è uno dei tre pretendenti del non più esistente regno (XII secolo) d'Irlanda, assieme agli O'Neill ed agli O'Conor Don.
Chief of the Name era una designazione di un clan che terminò effettivamente nel 1601 col collasso dell'ordine gaelico, eliminando così i ruoli dei capi clan. I moderni capi clan che oggi detengono il titolo in pretesa come ereditario, sono scelti all'interno di quelle famiglie discendenti dai re regionali o provinciali della storia antica irlandese così come accade nel Regno di Scozia (ad eccezione del Clann Somhairle, del Clan Donald e del Clan MacDougall, i due di origine reale).
Dopo l'Invasione normanna dell'Irlanda, molte famiglie hiberno-normanne adottarono i costumi gaelici come nel caso della dinastia dei De Burgh e della dinastia FitzGerald.